# Mellangölen (Hannäs socken, Småland)
Mellangölen är en sjö i Åtvidabergs kommun i Småland och ingår i Vindåns huvudavrinningsområde. Sjön har en area på 0,0678 kvadratkilometer och ligger 74 meter över havet.

## Delavrinningsområde
Mellangölen ingår i det delavrinningsområde (645470-153252) som SMHI kallar för Mynnar i Storsjön. Medelhöjden är 75 meter över havet och ytan är 12,21 kvadratkilometer. Det finns inga avrinningsområden uppströms utan avrinningsområdet är högsta punkten. Vattendraget som avvattnar avrinningsområdet har biflödesordning 2, vilket innebär att vattnet flödar genom totalt 2 vattendrag innan det når havet efter 35 kilometer. Avrinningsområdet består mestadels av skog (61 procent) och jordbruk (20 procent). Avrinningsområdet har 0,57 kvadratkilometer vattenytor vilket ger det en sjöprocent på 4,6 procent.